# 20 Pegasi
20 Pegasi (20 Pegasi / HD 209166 / HR 8392) es una estrella en la constelación de Pegaso de magnitud aparente +5,61.
Se encuentra a 228 años luz del sistema solar. 
Aunque 20 Pegasi figura clasificada en la base de datos SIMBAD como una gigante de tipo espectral F4III, su diámetro —tan solo 3,3 veces más grande que el del Sol— queda lejos del de π2 Pegasi, también gigante de tipo F en la constelación de Pegaso.
En este aspecto su tamaño es similar al de ρ Puppis o ε Sextantis.
20 Pegasi tiene una temperatura superficial de 6970 ± 80 K y brilla con una luminosidad 23 veces mayor que la luminosidad solar.
Gira sobre sí misma con una velocidad de rotación proyectada relativamente lenta de 20 km/s.
Su edad se estima entre los 1000 y los 1200 millones de años.
La composición elemental de 20 Pegasi muestra una abundancia relativa de hierro ligeramente superior a la solar (Fe/H = +0,13). Los contenidos de oxígeno, sodio y azufre son comparables a los solares, mientras que nitrógeno, silicio y titanio son «sobreabundantes» en relación con el Sol. En el caso del bario, esta tendencia es más marcada, siendo su abundancia relativa casi 10 veces mayor que en el Sol.